# Gambetto di donna rifiutato
Il gambetto di donna rifiutato è, assieme alla difesa slava, una delle più popolari aperture di gioco chiuso degli scacchi. È caratterizzato dalla sequenza di mosse:
1. d4 d5
2. c4 e6

## Analisi
In questo modo il Nero consolida in modo naturale il centro messo sotto pressione dal pedone c4. È vero che il pedone d5 è protetto dalla Dd8, ma se il Nero non portasse altri pezzi o pedoni a difesa, il Bianco potrebbe approfittarne per guadagnare tempi con la sequenza: 3. cxd5 Dxd5 4.Cc3 passando in vantaggio. In teoria sarebbe possibile anche difendere il pedone d5 con 2…Cf6, ma in questo caso il Bianco potrebbe continuare con 3.cxd5 Cxd5 4.e4 realizzando in pieno la sua idea strategica consistente nel completo controllo del centro mediante l'affiancamento dei pedoni d4-e4 (in realtà non è così semplice perché dopo 4…Cf6 5.Cc3 e5!, il Nero non sta affatto male. Il Bianco dovrebbe continuare più semplicemente con 4.Cf3 minacciando la spinta in e4 e passando in vantaggio).

## Continuazioni
Tra le varianti principali del gambetto di donna rifiutato si hanno:
- 3.Cc3 c5 variante Tarrasch (Difesa Tarrasch)
- 3.Cc3 c6 difesa semislava
- 3.Cc3 Cf6
  - 4.Cf3 c5 variante semi-Tarrasch
  - 4.cxd5 exd5 variante di cambio
  - 4.Ag5 Cbd7 5.e3 c6 6.Cf3 Da5 Difesa Cambridge Springs
  - 4.Ag5 Ae7 5.e3 0-0 6.Cf3 Cbd7 Partita ortodossa
  - 4.Ag5 Ae7 5.e3 0-0 6.Cf3 h6
    - 7.Axf6 sistema Petrosian
    - 7.Ah4 Ce4 variante Lasker (Difesa Lasker)
    - 7.Ah4 b6 variante Tartakower

## Codici ECO
- D30 1.d4 d5 2.c4 e6
  - D31 1.d4 d5 2.c4 e6 3.Cc3
    - D32 1.d4 d5 2.c4 e6 3.Cc3 c5 (Difesa Tarrasch)
      - D33 1.d4 d5 2.c4 e6 3.Cc3 c5 4.cxd5 exd5 5.Cf3 Cc6 6.g3
        - D34 1.d4 d5 2.c4 e6 3.Cc3 c5 4.cxd5 exd5 5.Cf3 Cc6 6.g3 Cf6 7.Ag2 Ae7

    - D35 1.d4 d5 2.c4 e6 3.Cc3 Cf6 4.cxd5 (variante di cambio)
      - D36 1.d4 d5 2.c4 e6 3.Cc3 Cf6 4.cxd5 exd5 5.Ag5 c6 6.Dc2

    - D37 1.d4 d5 2.c4 e6 3.Cc3 Cf6 4.Cf3
      - D38 1.d4 d5 2.c4 e6 3.Cc3 Cf6 4.Cf3 Ab4 (difesa Ragozin)
        - D39 1.d4 d5 2.c4 e6 3.Cc3 Cf6 4.Cf3 Ab4 5.Ag5 dxc4

      - D40 1.d4 d5 2.c4 e6 3.Cc3 Cf6 4.Cf3 c5 (difesa semi-Tarrasch)
        - D41 1.d4 d5 2.c4 e6 3.Cc3 Cf6 4.Cf3 c5 5.cxd5
          - D42 1.d4 d5 2.c4 e6 3.Cc3 Cf6 4.Cf3 c5 5.cxd5 Cxd5 6.e3 Cc6 7.Ad3

      - D43 1.d4 d5 2.c4 e6 3.Cc3 Cf6 4.Cf3 c6 (difesa semi-slava)
        - D44 1.d4 d5 2.c4 e6 3.Cc3 Cf6 4.Cf3 c6 5.Ag5 dxc4
          - D45 1.d4 d5 2.c4 e6 3.Cc3 Cf6 4.Cf3 c6 5.e3
            - D46 1.d4 d5 2.c4 e6 3.Cc3 Cf6 4.Cf3 c6 5.e3 Cbd7 6.Ad3
              - D47 1.d4 d5 2.c4 e6 3.Cc3 Cf6 4.Cf3 c6 5.e3 Cbd7 6.Ad3 dxc4 7.Axc4 b5 (difesa di Merano)
                - D48 1.d4 d5 2.c4 e6 3.Cc3 Cf6 4.Cf3 c6 5.e3 Cbd7 6.Ad3 dxc4 7.Axc4 b5 8.Ad3 a6
                  - D49 1.d4 d5 2.c4 e6 3.Cc3 Cf6 4.Cf3 c6 5.e3 Cbd7 6.Ad3 dxc4 7.Axc4 b5 8.Ad3 a6 9.e4 c5 10.e5 cxd4 11.Cxb5

    - D50 1.d4 d5 2.c4 e6 3.Cc3 Cf6 4.Ag5
      - D51 1.d4 d5 2.c4 e6 3.Cc3 Cf6 4.Ag5 Cbd7
        - D52 1.d4 d5 2.c4 e6 3.Cc3 Cf6 4.Ag5 Cbd7 5.e3 c6 6.Cf3 Da5 (Difesa Cambridge-Springs)

      - D53 1.d4 d5 2.c4 e6 3.Cc3 Cf6 4.Ag5 Ae7
        - D54 1.d4 d5 2.c4 e6 3.Cc3 Cf6 4.Ag5 Ae7 5.e3 0-0 6.Tc1
        - D55 1.d4 d5 2.c4 e6 3.Cc3 Cf6 4.Ag5 Ae7 5.e3 0-0 6.Cf3
          - D56 1.d4 d5 2.c4 e6 3.Cc3 Cf6 4.Ag5 Ae7 5.e3 0-0 6.Cf3 h6 7.Ah4 Ce4 (Difesa Lasker)
            - D57 1.d4 d5 2.c4 e6 3.Cc3 Cf6 4.Ag5 Ae7 5.e3 0-0 6.Cf3 h6 7.Ah4 Ce4 8.Axe7 Dxe7 9.cxd5 Cxc3 10.bxc3

          - D58 1.d4 d5 2.c4 e6 3.Cc3 Cf6 4.Ag5 Ae7 5.e3 0-0 6.Cf3 h6 7.Ah4 b6 (variante Tartakover)
            - D59 1.d4 d5 2.c4 e6 3.Cc3 Cf6 4.Ag5 Ae7 5.e3 0-0 6.Cf3 h6 7.Ah4 b6 8.cxd5 Cxd5

        - D60 1.d4 d5 2.c4 e6 3.Cc3 Cf6 4.Ag5 Ae7 5.e3 0-0 6.Cf3 Cbd7 (Partita ortodossa)
          - D61 1.d4 d5 2.c4 e6 3.Cc3 Cf6 4.Ag5 Ae7 5.e3 0-0 6.Cf3 Cbd7 7.Dc2
            - D62 1.d4 d5 2.c4 e6 3.Cc3 Cf6 4.Ag5 Ae7 5.e3 0-0 6.Cf3 Cbd7 7.Dc2 c5 8.cxd5
            - D63 1.d4 d5 2.c4 e6 3.Cc3 Cf6 4.Ag5 Ae7 5.e3 0-0 6.Cf3 Cbd7 7.Tc1
              - D64 1.d4 d5 2.c4 e6 3.Cc3 Cf6 4.Ag5 Ae7 5.e3 0-0 6.Cf3 Cbd7 7.Tc1 c6 8.Dc2
                - D65 1.d4 d5 2.c4 e6 3.Cc3 Cf6 4.Ag5 Ae7 5.e3 0-0 6.Cf3 Cbd7 7.Tc1 c6 8.Dc2 a6 9.cxd5

              - D66 1.d4 d5 2.c4 e6 3.Cc3 Cf6 4.Ag5 Ae7 5.e3 0-0 6.Cf3 Cbd7 7.Tc1 c6 8.Ad3
                - D67 1.d4 d5 2.c4 e6 3.Cc3 Cf6 4.Ag5 Ae7 5.e3 0-0 6.Cf3 Cbd7 7.Tc1 c6 8.Ad3 dxc4 9.Axc4 Cd5
                  - D68 1.d4 d5 2.c4 e6 3.Cc3 Cf6 4.Ag5 Ae7 5.e3 0-0 6.Cf3 Cbd7 7.Tc1 c6 8.Ad3 dxc4 9.Axc4 Cd5 10.Axe7 Dxe7 11.0-0 Cxc3 12.Txc3 e5
                    - D69 1.d4 d5 2.c4 e6 3.Cc3 Cf6 4.Ag5 Ae7 5.e3 0-0 6.Cf3 Cbd7 7.Tc1 c6 8.Ad3 dxc4 9.Axc4 Cd5 10.Axe7 Dxe7 11.0-0 Cxc3 12.Txc3 e5 13.dxe5 Cxe5 14.Cxe5 15.Dxe5